# Luo Yizhou
Luo Yizhou (en Chino tradicional: 羅一舟; simplificado: 罗一舟; pinyin: Luó Yīzhōu) es un actor, cantante y bailarín chino del Teatro Nacional de China. Es conocido por haber participado en el programa Youth With You 3, donde debutó como integrante del grupo IXFORM. Recientemente, llamó la atención por protagonizar junto a la reconocida actriz Zhao Lusi el drama de medicina tradicional china GEN Z, su primer drama televisivo.

## Biografía y carrera

### 2000-2018: Primeros años
Luo Yizhou nació el 16 de marzo de 2000 en Yinchuan, Ningxia. Asistíó a la escuela primaria en la ciudad de Yinchuan. Con el apoyo de sus padres, comenzó a estudiar danza, modelaje y actuación y hosting. En 2019, ganó dos medallas de oro en la Competencia de taekwondo China-Estados Unidos-Corea en Seúl, Corea del Sur.  En 2010 participó en el primer Concurso Internacional de Modelos Infantiles de China en Shanghái y ganó el campeonato. 
En 2011, ingresó al departamento de danza de la Academia de Arte del Ejército Popular de Liberación como el cadete más joven de la Academia Militar China. Durante su período como estudiante de la academia, participó como representante en actividades de asuntos exteriores; como el recibimiento de la entonces primera dama de México Angélica Rivera el 13 de noviembre del 2014, la Reina de Bélgica el 29 de junio del 2015 y expertos de la Universidad Masey de Nueva Zelanda el 12 de junio de 2016. Durante sus años escolares, sus actuaciones de danza «Yingji sha xiaozi» y «Jinse beiduo luo», ganaron el primer premio en el concurso de danza de la Copa Avant-Garde y el segundo premio en la Copa Red Star, respectivamente. En 2014, protagonizó y presentó una actuación en el 10° Festival Cultural y Artístico del ejército, confirmando que era la cadete más joven de la academia militar de China, y ganó un premio por ser presentador del festival. Tras graduarse en 2016, trabajó en el departamento de arte. Tras años de estudiar danza, domina la danza china, el ballet, la danza clásica y la danza moderna.
En 2018, solicitó el ingreso en la Academia Central de Drama para el departamento de arte dramático, cine y televisión y teatro musical, así como en la Academia de Danza de Pekín, y en ambas fue aceptado. Finalmente, ingresó en la Academia Central de Drama en el tercer puesto con una puntuación total de 92,83 de la cual se graduó en junio de 2022, siendo representante de los graduados destacados en la ceremonia de graduación y recibió honores por ser el tercer mejor estudiante de Pekín.

### 2019-presente: Inicios en la actuación yYou With You 3
El 17 de mayo de 2019, participó en el 11.º Foro Internacional del Centro de Educación Teatral de Asia y recibió cierta atención por su papel protagónico como Xu Xian en la primera producción de White Snake. En octubre del mismo año, representó al teatro chino en el 7.º Evento de Intercambio de la Educación Dramática de China y en la 1.ª Muestra del Teatro Estudiantil y ganó el premio al «Mejor actor de reparto». En 2020, actuó en el drama antiepidémico chino With You.
En enero de 2021, se anunció que participaría en el programa Youth With You 3 como aprendiz de Youhug Media. Aunque el programa fue cancelado tras una controversia, Luo debutó como miembro de IXFORM en julio de 2021 y formó parte del mismo hasta su separación el 8 de noviembre de 2022.